# Dasychira confinis
Dasychira confinis är en fjärilsart som beskrevs av William Lucas Distant 1899. Dasychira confinis ingår i släktet Dasychira och familjen tofsspinnare. Inga underarter finns listade i Catalogue of Life.